# Sandra Church
Sandra Church (San Francisco, 13 gennaio 1938) è un'attrice statunitense.

## Biografia
Rimasta orfana di madre da bambina, la madre la spinse nello show business in tenera età. Fece il suo debutto televisivo con Producers' Showcase nel 1958, per poi recitare anche in DuPont Show of the Month, Missione in Oriente - Il brutto americano, Eleventh Hour e The Crisis.
Nota soprattutto come attrice teatrale, fece il suo debutto a Broadway nel 1953 nel dramma premio Pulitzer Picnic, ma il suo più grande successo arrivò nel 1959 quando interpretò Gypsy Rose Lee accanto ad Ethel Merman nel musical Gypsy: A Musical Fable. La sua interpretazione nel ruolo della celebre spogliarellista le valse una candidatura al prestigioso Tony Award alla miglior attrice non protagonista in un musical. La sua performance vocale nell'incisione discografica del musical le valse il Premio Grammy e sempre grazie ad esso il suo nome fu inserito nella Grammy Hall of Fame Award nel 1998.
Church fu sposata con il produttore Norman Twain dal 1964 e il 1975.

## Filmografia parziale

### Cinema
- Missione in Oriente - Il brutto americano (The Ugly American), regia di George Englund (1963)

### Televisione
- Goodyear Television Playhouse – serie TV, 1 episodio (1958)
- The DuPont Show of the Month – serie TV, 1 episodio (1960)
- Undicesima ora (The Eleventh Hour) – serie TV, 1 episodio (1963)
- The Crisis – serie TV, 1 episodio (1963)
- The Nurses – serie TV, episodio 2x18 (1964)